# 16089 Lamb
A 16089 Lamb (ideiglenes jelöléssel 1999 TG147) a Naprendszer kisbolygóövében található aszteroida. A LINEAR projekt keretében fedezték fel 1999. október 7-én.